# Żukowo
Żukowo (kaszub. Żukòwò; niem. Zuckau, łac. Sucovia) – miasto nad Radunią w powiecie kartuskim w województwie pomorskim. Zaliczane do aglomeracji trójmiejskiej. Siedziba gminy Żukowo.
Według danych z 20 lipca 2020 Żukowo liczyło 8135 mieszkańców.
Wieś norbertanek żukowskich w województwie pomorskim w drugiej połowie XVI wieku.

## Położenie

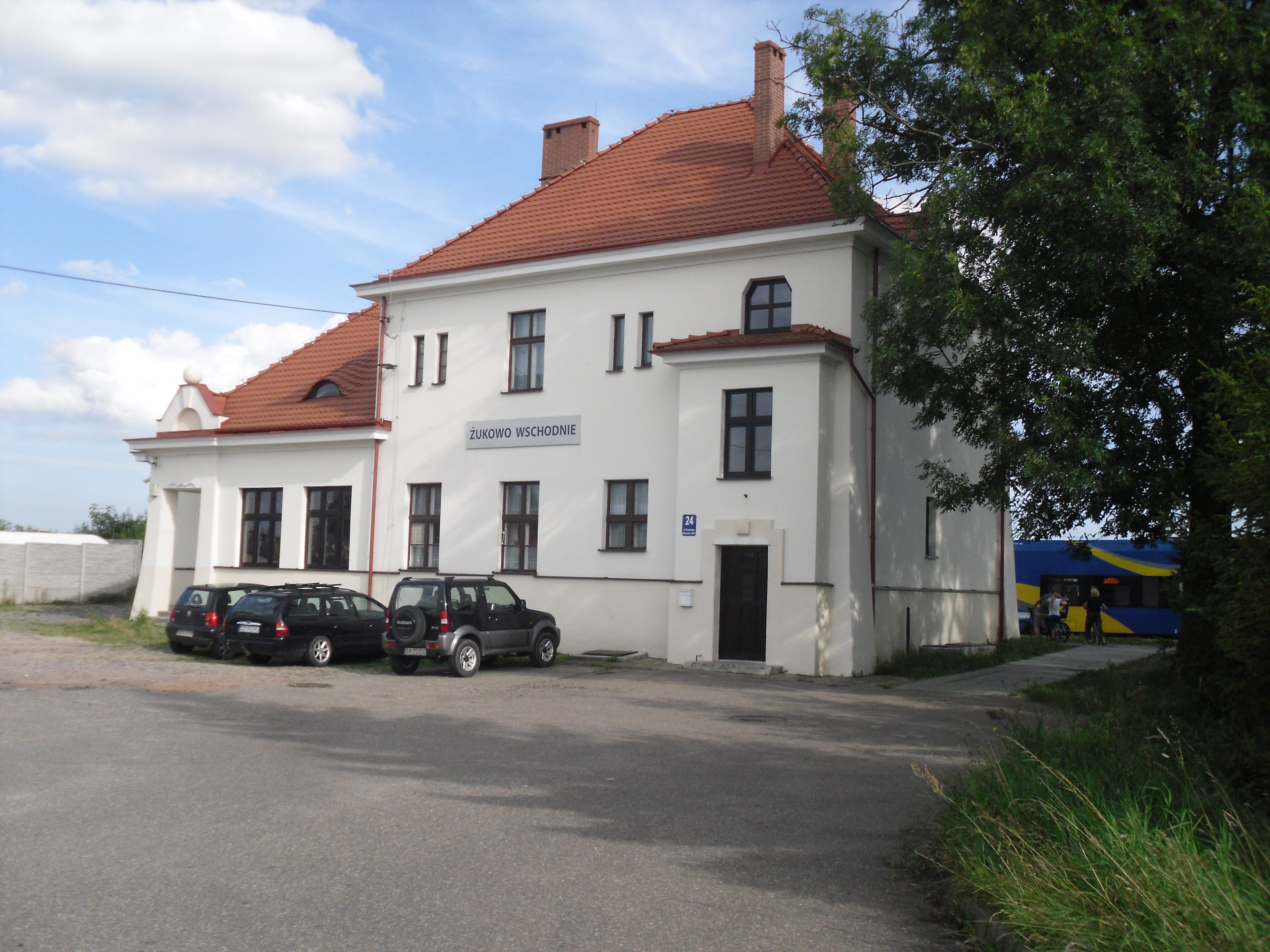
Stacja kolejowa Żukowo Wschodnie

Położone na wschodnim skraju Pojezierza Kaszubskiego, 19 km na południowy zachód od Gdańska, na przecięciu drogi krajowej nr 20 i drogi wojewódzkiej nr 211. Tu zaczyna się droga krajowa nr 7. Przez miasto przebiega linia kolejowa nr 201 Nowa Wieś Wielka – Gdynia Port ze stacją kolejową Żukowo Wschodnie oraz przystankiem Żukowo. Stacja Żukowo Zachodnie przy linii kolejowej nr 229 w 2023 została odbudowana w ramach bajpasu kartuskiego realizowanego przez PKP PLK.
Miasto jest członkiem Metropolitalnego Związku Komunikacyjnego Zatoki Gdańskiej. Przez Żukowo prowadzi niebieski szlak turystyczny Kartuski.
W latach 1975–1998 administracyjnie należało do woj. gdańskiego.
Według danych z 1 stycznia 2011 powierzchnia miasta wynosiła 4,73 km².

## Historia
W 1212 Mściwoj I gdański i jego żona Zwinisława ufundowali w Żukowie klasztor norbertanek. Przywilej fundacyjny spisano w l. 1212–1214, co należy uznać za datę założenia miejscowości. W kościele ponorbetańskim na ścianie przy wejściu wisi napisana odręcznie wzmianka o początkach Żukowa w języku polskim. Klasztor żukowski istniał do 20 listopada 1834, kiedy to został skasowany przez władze pruskie.

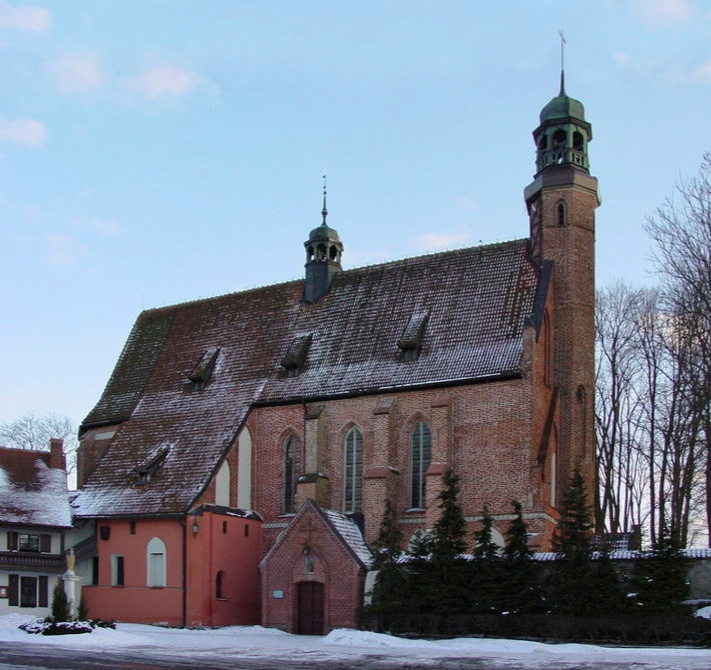
Kościół i klasztor ponorbertański

Norbertanki miały szczególne znaczenie dla szkoły żukowskiej haftu kaszubskiego (jego charakterystyczne elementy widoczne są w herbie miasta), która trwa do dziś. Znanymi hafciarkami w Żukowie były: siostry Jadwiga i Zofia Ptach oraz Maria Nowicka, a jest Wanda Dzierzgowska oraz Bernadeta Reglińska. W tutejszym muzeum parafialnym znajduje się ekspozycja haftów kaszubskich i innych rekwizytów związanych z życiem lokalnego kościoła i mieszkańców.
W 1920 pierwszym polskim wójtem został Florian Poćwiardowski z Poznania.
Żukowo posiada prawa miejskie od 1 stycznia 1989.
Na terenie miasta znajdują się 2 pomniki przyrody w postaci dwóch ponad 500-letnich dębów.
Z Żukowa pochodzi Wiesław Mering, duchowny rzymskokatolicki, biskup diecezjalny włocławski w latach 2003–2021.
W 1948 utworzono w mieście Cmentarz Żołnierzy Radzieckich poległych w wyniku tzw. Operacji pomorskiej.

## Demografia
Według danych z 31 grudnia 2010 miasto miało 6519 mieszkańców.

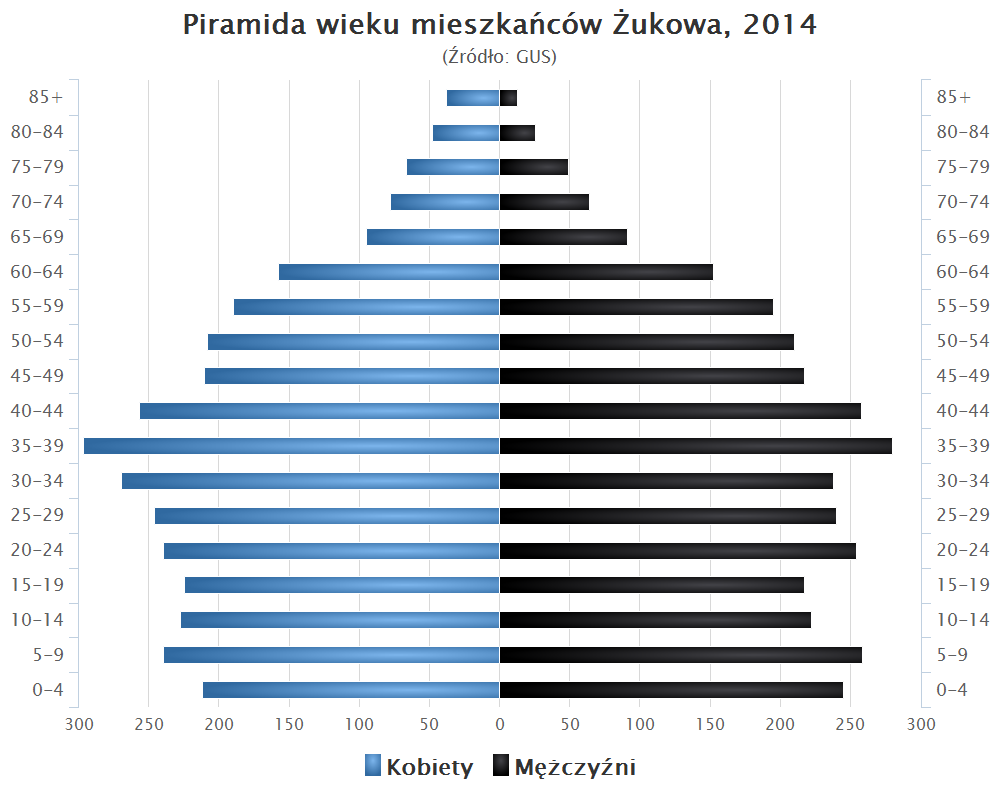
Piramida wieku mieszkańców Żukowa w 2014 roku

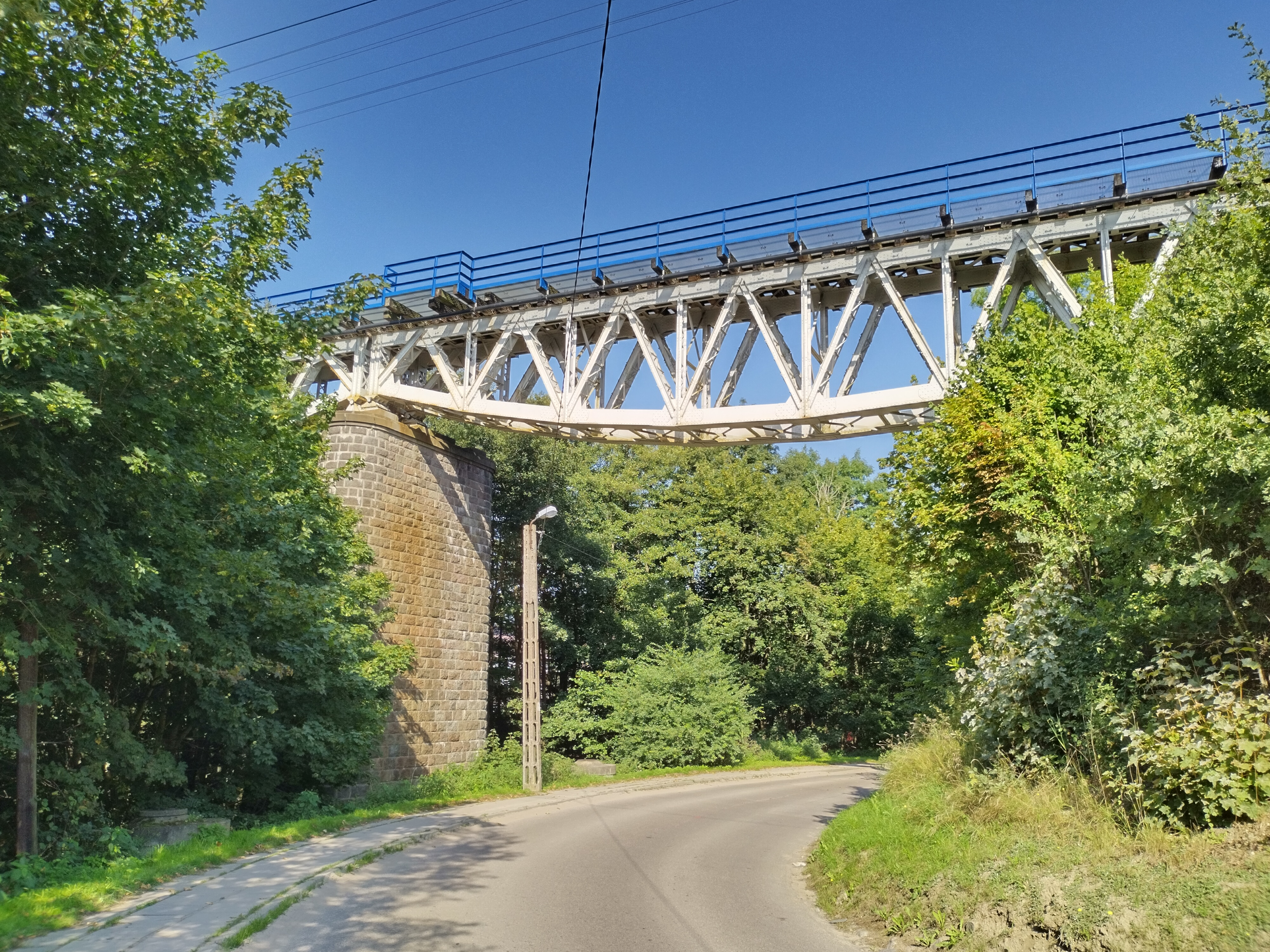
Most kolejowy nad rzeką Słupiną.

## Zabytki

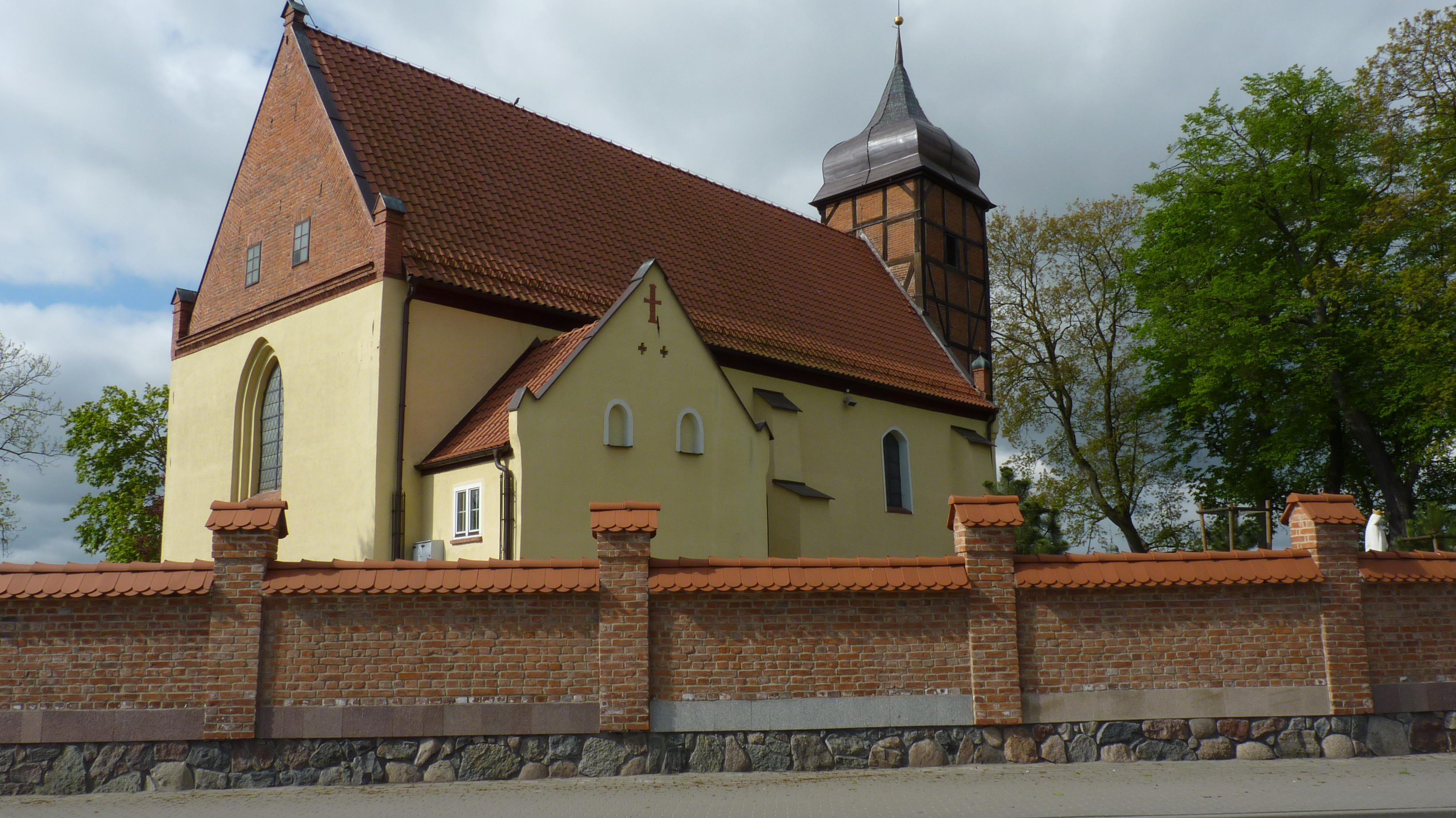
Kościół św. Jana

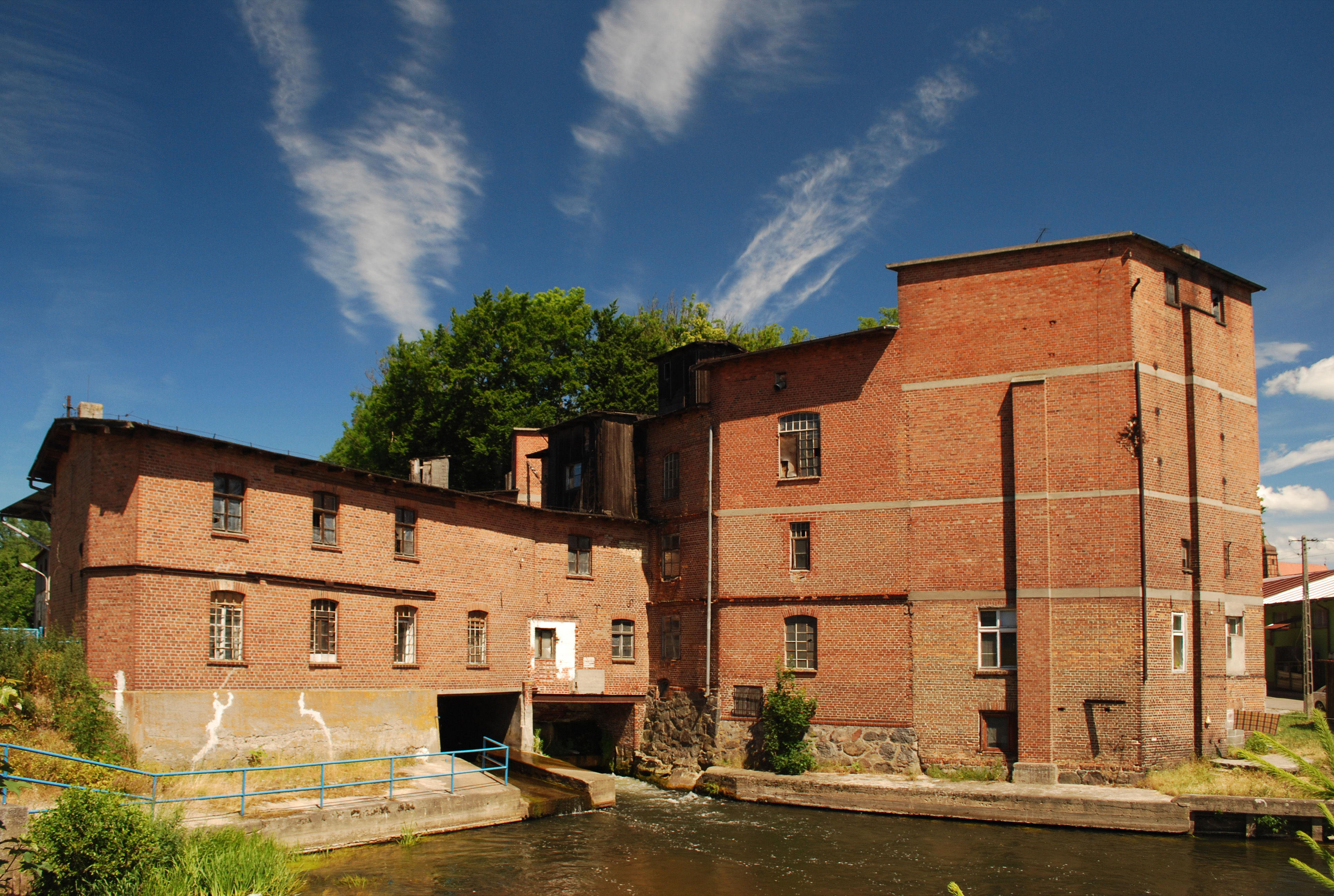
Młyny w dawnym majątku Norbertanek

- kościół Wniebowzięcia Najświętszej Maryi Panny, norbertanek, z XIII wieku[15],
- kościół św. Jana z 1604,
- barokowa kaplica cmentarna św. Jana Nepomucena z 1754, postawiona dla upamiętnienia 9 zakonnic zamordowanych w 1226 przez Prusów, ob. na cmentarzu z XIX w.
- działający w tym samym miejscu nieprzerwanie od XIII wieku młyn wodny i piekarnia, należące niegdyś do norbertanów,
- stalowy most kolejowy nad rzeką Słupiną z 1927,
- elektrownia wodna na Raduni w Rutkach z 1908–1911, uruchomiona 19 października 1910. Nieopodal most kolejowy o wysokości 30 m.

## Sport
W Żukowie domowe mecze rozgrywa GKS Żukowo grający w Lidze Centralnej piłki ręcznej.

## Kultura i rozrywka

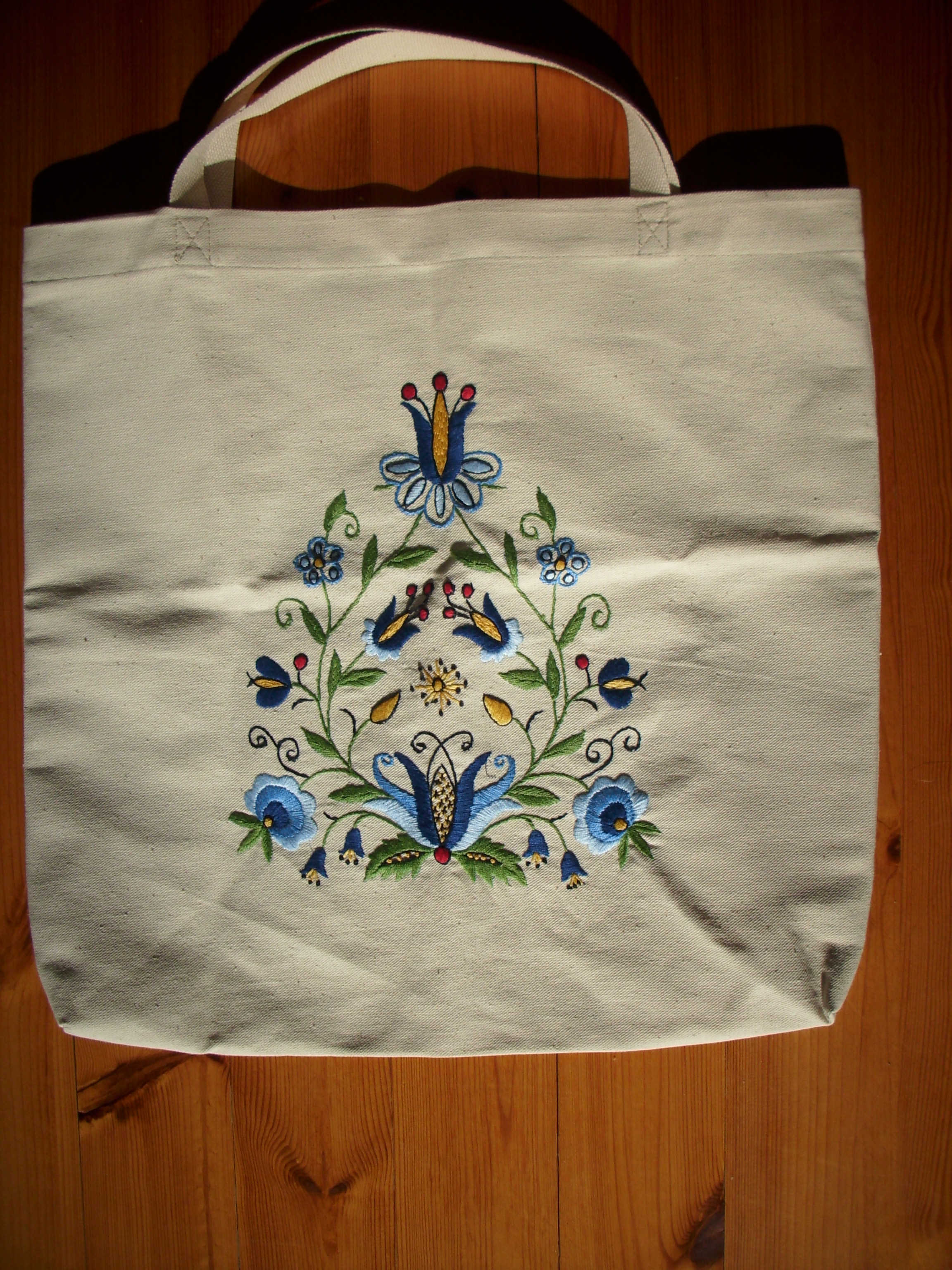
Haft kaszubski szkoły żukowskiej na torbie na zakupy

### Ośrodki kultury
- Ośrodek Kultury i Sportu w Żukowie
- Biblioteka Samorządowa

### Imprezy cykliczne
- Pokonkursowa wystawa haftu kaszubskiego
- Festyn parafialny
- Festiwal Sportu w Żukowie
- Żukowskie Biegi Przełajowe
- Żukowskie Lato Muzyczne
- Żegnaj Lato na Rock, Rock, Rock...

## Wspólnoty wyznaniowe
- Kościół rzymskokatolicki:
  - parafia Miłosierdzia Bożego
  - parafia Wniebowzięcia Najświętszej Maryi Panny
- Świadkowie Jehowy:
  - zbór Żukowo (w tym grupa ukraińskojęzyczna) (Sala Królestwa Dzierżążno, ul. Kartuska 8A)[17].

## Współpraca międzynarodowa
Miasta i gminy partnerskie:
- Pelplin, Polska[18]
- Wendelstein, Niemcy[19]
- Saint-Junien, Francja[20]
- Balvi, Łotwa[21]